# 第6後方支援連隊
第6後方支援連隊（だいろくこうほうしえんれんたい、JGSDF 6th Logistic Support Regiment）は、陸上自衛隊神町駐屯地（山形県東根市）に連隊本部が駐屯する第6師団隷下の後方支援部隊である。

## 概要
連隊長は1等陸佐（二）が充てられ、連隊本部、本部付隊、第1整備大隊、第2整備大隊、補給隊、輸送隊および衛生隊は神町駐屯地に所在し、第2整備大隊の一部が多賀城駐屯地、大和駐屯地、福島駐屯地、郡山駐屯地に配置され、第6師団の隷下部隊の兵站（補給、整備、回収、輸送等の業務）および衛生の支援を任務とするほか、災害派遣や民生協力、国際貢献活動も行っている。

## 沿革
- 1990年（平成02年）3月26日：第6師団近代化改編に伴い、第6武器隊・第6補給隊・第6輸送隊・第6衛生隊を統合して第6後方支援連隊が神町駐屯地において編成完結。
- 1994年（平成06年）3月28日：東北方面武器隊武器直接支援隊を武器隊に編入[1]。
- 1995年（平成07年）1月：阪神・淡路大震災発生より、災害派遣出動。
- 1996年（平成08年）3月29日：部隊改編。

1. 第6師団司令部第4部長職が専任化され、連隊長との兼補が解除。
2. 武器隊を武器大隊に改編。

- 2006年（平成18年）3月27日：補給・整備組織を集約するため、武器大隊に師団隷下の諸部隊の整備部門を統合し、第1整備大隊、第2整備大隊に再編。
- 2008年（平成20年）6月：岩手・宮城内陸地震発生より、災害派遣出動。
- 2017年（平成29年）8月1日：女性初の連隊長として澤村満称子1等陸佐が着任[2]。
- 2019年（平成31年）
  - 3月25日：部隊廃止。

  1. 第22普通科連隊の即応機動連隊への改編に伴い、第2整備大隊第2普通科直接支援中隊（多賀城駐屯地）が廃止。
  2. 第6戦車大隊の廃止に伴い、戦車直接支援隊（大和駐屯地）が廃止。

  - 3月26日：部隊新編等。

  1. 第2整備大隊の隷下部隊として、第22即応機動連隊の火器・車両の整備を担任する即応機動直接支援中隊を多賀城駐屯地に新編。
  2. 即応機動連隊隷下の機動戦闘車隊の支援は、即応機動直接支援中隊の直接支援小隊（大和駐屯地）が担任。

- 2020年（令和02年）3月26日：第6後方支援連隊第2整備大隊特科直接支援中隊（郡山駐屯地）を廃止し、東北方面後方支援隊第102特科直接支援隊に編合。

## 部隊編成
特記ないものは神町駐屯地に所在。
- 第6後方支援連隊本部
- 第6後方支援連隊本部付隊「6後支-本」：連隊本部の支援、連隊の通信に関する業務を担任。
  - 付隊本部
  - 連隊本部班
  - 通信小隊
- 第1整備大隊：第6師団隷下部隊に対する全般整備支援（衛生器材を除く）および第2整備大隊直接支援部隊に対する増援を実施。
  - 第1整備大隊本部
  - 第1整備大隊本部付隊「6後支-1整-本」
  - 火器車両整備中隊「6後支-1整-火車」
  - 施設整備隊「6後支-1整-施」：第6施設大隊等を支援
  - 通信電子整備隊「6後支-1整-通」：第6通信大隊等を支援
- 第2整備大隊[3]：第6師団隷下部隊に装備されている各種装備品（火器、車両、誘導武器、通信器材等）の整備および回収を担任。
  - 第2整備大隊本部
  - 第2整備大隊本部付隊「6後支-2整-本」
  - 第1普通科直接支援中隊「6後支-2整-1」：第20普通科連隊を支援
  - 即応機動直接支援中隊「6後支-2整-即」（多賀城駐屯地）：第22即応機動連隊を支援
    - 直接支援小隊（大和駐屯地）：第22即応機動連隊機動戦闘車隊を支援

  - 第3普通科直接支援中隊「6後支-2整-3」（福島駐屯地）：第44普通科連隊を支援
  - 高射直接支援隊「6後支-2整-高」（郡山駐屯地）：第6高射特科大隊を支援
  - 偵察直接支援小隊「6後支-2整-偵」（大和駐屯地）：第6偵察隊を支援
- 補給隊「6後支-補」：糧食・需品・燃料・部品・水の補給、回収、入浴・洗濯業務を担任し、第6師団隷下部隊を支援。
  - 補給隊本部
  - 補給隊本部付隊
  - 需品補給小隊
  - 部品補給小隊
  - 業務小隊
- 輸送隊「6後支-輸」：人員、補給品、車両等の輸送を担任し、第6師団隷下部隊を支援。
  - 輸送隊本部
  - 管理班
  - 輸送小隊（Ａ）
  - 輸送小隊（Ｂ）
  - 神町自動車教習所
- 衛生隊「6後支-衛」：第6師団作戦地域での患者の治療・後送および防疫を担任。平素は各種訓練および衛生技術支援。
  - 衛生隊本部
  - 治療隊
  - 救急車小隊

## 主要幹部
| 官職名            | 階級    | 氏名     | 補職発令日     | 前職                                |
| ----------------- | ------- | -------- | -------------- | ----------------------------------- |
| 第6後方支援連隊長 | 1等陸佐 | 小島一男 | 2024年08月01日 | 北部方面後方支援隊 北部方面輸送隊長 |

| 代 | 氏名       | 在職期間                        | 前職                                       | 後職                                                       |
| -- | ---------- | ------------------------------- | ------------------------------------------ | ---------------------------------------------------------- |
| 01 | 田中丸正治 | 1990年03月26日 - 1992年03月15日 | 第6師団司令部第4部長                       | 陸上自衛隊輸送学校教育部長                                 |
| 02 | 小澤正     | 1992年03月16日 - 1994年07月31日 | 東部方面総監部装備部後方運用課長           | 陸上自衛隊幹部学校主任研究開発官                           |
| 03 | 鈴木健     | 1994年08月01日 - 1997年06月30日 | 陸上幕僚監部調査部調査第1課 企画班長       | 陸上幕僚監部調査部調査課長                                 |
| 04 | 内村彰和   | 1997年07月01日 - 1998年11月30日 | 中央システム管理隊長                       | 陸上自衛隊幹部学校主任教官                                 |
| 05 | 土屋勝政   | 1998年12月01日 - 2000年11月30日 | 陸上自衛隊需品学校教育部長                 | 陸上自衛隊幹部学校主任研究開発官                           |
| 06 | 酒井弘     | 2000年12月01日 - 2002年12月01日 | 陸上幕僚監部教育訓練部教育課 教育班長      | 統合幕僚会議事務局第4幕僚室 後方補給計画調整官 兼 総括班長 |
| 07 | 保坂收     | 2002年12月02日 - 2005年07月31日 | 陸上幕僚監部防衛部運用課 運用第2班長       | 陸上自衛隊研究本部主任研究開発官                           |
| 08 | 大内元     | 2005年08月01日 - 2007年07月31日 | 陸上幕僚監部装備部開発課 開発第1班長       | 技術研究本部 技術開発官（陸上担当）付 新戦車開発室長       |
| 09 | 押川裕二   | 2007年08月01日 - 2009年03月31日 | 陸上自衛隊研究本部主任研究開発官           | 陸上自衛隊幹部学校主任教官                                 |
| 10 | 中村賀津雄 | 2009年04月01日 - 2011年11月30日 | 陸上幕僚監部装備部武器・化学課 総括班長    | 陸上自衛隊関東補給処装備計画部長                           |
| 11 | 牛嶋築     | 2011年12月01日 - 2012年12月03日 | 統合幕僚監部防衛計画部防衛課 防衛班長      | 陸上幕僚監部教育訓練部 教育訓練計画課長                    |
| 12 | 浅見勇学   | 2012年12月04日 - 2014年03月22日 | 陸上幕僚監部装備部武器・化学課 車両班長    | 陸上自衛隊研究本部主任研究開発官                           |
| 13 | 大澤洋一   | 2014年03月23日 - 2015年07月31日 | 陸上幕僚監部運用支援・情報部付             | 陸上自衛隊関東補給処装備計画部長                           |
| 14 | 佐藤洋     | 2015年08月01日 - 2017年07月31日 | 陸上幕僚監部人事部人事計画課 企画班長      | 西部方面総監部人事部長                                     |
| 15 | 澤村満称子 | 2017年08月01日 - 2019年11月30日 | 陸上幕僚監部装備計画部 装備計画課勤務      | 陸上幕僚監部装備計画部装備計画課 需品室長                  |
| 16 | 萩野隆     | 2019年12月01日 - 2022年07月31日 | 防衛装備庁調達管理部調達企画課 連絡調整官  | 陸上自衛隊教育訓練研究本部勤務                             |
| 17 | 益子誉一   | 2022年08月01日 - 2024年07月31日 | 防衛装備庁長官官房装備開発官付 第3開発室長 | 陸上自衛隊教育訓練研究本部 企画調整官                      |
| 18 | 小島一男   | 2024年08月01日 -                | 北部方面後方支援隊 北部方面輸送隊長        |                                                            |

## 主要装備
- 78式戦車回収車
- 重装輪回収車
- 96式装輪装甲車
- 1/2tトラック / 73式小型トラック
- 1 1/2tトラック / 73式中型トラック
- 3 1/2tトラック / 73式大型トラック
- 74式特大型トラック
- 73式特大型セミトレーラ
- 重レッカ
- 中型セミトレーラ
- 3トン半水タンク車
- 3トン半燃料タンク車
- 3トン半航空用燃料タンク車
- 野外支援車
- 野外炊具
- 冷凍冷蔵車
- 野外洗濯セット2型
- 野外入浴セット2型
- 浄水セット（車載型）
- 野外手術システム
- 1トン半救急車
- 89式5.56mm小銃
- 9mm拳銃
- 12.7mm重機関銃M2

## 廃止（改編）部隊
- 1996年（平成08年）3月29日廃止
  - 第6後方支援連隊武器隊「6後支-武」（神町駐屯地）：第6後方支援連隊武器大隊に改編。
- 2006年（平成18年）3月27日廃止
  - 第6後方支援連隊武器大隊「6後支-武」（神町駐屯地）：第6後方支援連隊第1整備大隊、第6後方支援連隊第2整備大隊に再編。
- 2019年（平成31年）3月25日廃止
  - 第6後方支援連隊第2整備大隊第2普通科直接支援中隊「6後支-2整-2」（多賀城駐屯地）第22普通科連隊を支援：即応機動直接支援中隊に改編。
  - 第6後方支援連隊第2整備大隊戦車直接支援隊「6後支-2整-戦」（大和駐屯地）第6戦車大隊を支援：即応機動直接支援中隊直接支援小隊に改編。
- 2020年（令和2年）3月26日廃止
  - 第6後方支援連隊第2整備大隊特科直接支援中隊「6後支-2整-特」（郡山駐屯地）第6特科連隊を支援：東北方面後方支援隊第102特科直接支援隊に編合。